# Joaquín Julián de Alzáa
Joaquín Julián de Alzáa (1798 - 1848) est un militaire espagnol, ayant combattu lors des guerres carlistes. 

## Biographie

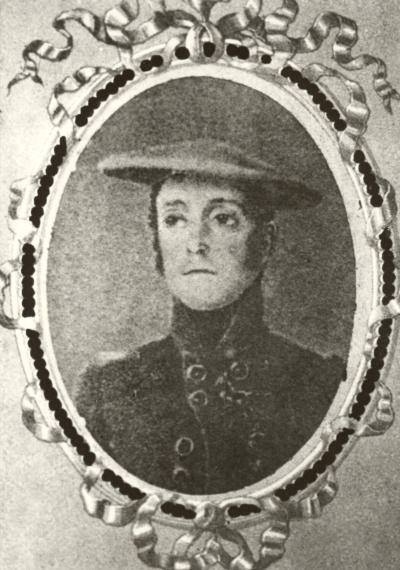
Joaquín Julián de Alzáa vers 1840

Né le 16 février 1798 à Ognate, il est le fils de Juan Antonio Alzáa Ugarte et de María Carlota Gomendio Madinagoitia. Il est tout d'abord professeur de droit romain et de droit national à Université d'Ognate (es).
Royaliste, il prend les armes une première fois lors de la guerre royaliste, pour défendre Ferdinand VII, puis il se tourne vers le carlisme en soutenant Charles de Bourbon face à sa nièce Isabelle II, reine d'Espagne. Il prend alors part à la première guerre carliste, dont il ressort lieutenant-colonel. On le retrouve par exemple à la Bataille d'Oriamendi (es), au cours de laquelle il doit bombarder la ville de Saint-Sébastien. A la fin de la guerre, lors de la défaite carliste, il refuse la Convention d'Ognate, et s'exile en France comme bon nombre d'autres officiers.
Il s'oppose tout d'abord à la Seconde guerre carliste menée par le fils de Charles de Bourbon, le comte de Montemolin, mais finit par revenir en Espagne pour y prendre part pour ne pas passer pour un lâche. Néanmoins, il est capturé par le général Juan Antonio de Urbiztondo, loyal à Isabelle II, et condamné à mort. Il est ainsi exécuté sans vrai procès le 3 juillet 1848, à Zaldivia .

## Source
- (es) Cet article est partiellement ou en totalité issu de l’article de Wikipédia en espagnol intitulé « Joaquín Julián de Alzáa » (voir la liste des auteurs).